# Lester Morgan
Lester Morgan Suazo (Santa Cruz de Guanacaste, 1976. május 2. – San Rafael de Heredia, 2002. november 1.) Costa Rica-i válogatott labdarúgókapus.

## Pályafutása

### Klubcsapatban
Pályafutását szülővárosa csapatában a Guanacastecaban kezdte. 1996 és 1999 között a Herediano csapatában játszott, 1999 és 2000 között Mexikóban a Venados FC kapuját védte. 2000 és 2002 között a Herediano játékosa volt.

### A válogatottban
1999 és 2002 között 6 alkalommal szerepelt a Costa Rica-i válogatottban. Bemutatkozására 1999 február 24-én került sor egy Jamaica elleni barátságos mérkőzésen.
Részt vett a 2001-es Copa Américán és a  2002-es labdarúgó-világbajnokságon. 

### Halála
2002. november 1-jén öngyilkosságot követett el. Mindössze 26 éves volt

## Külső hivatkozások
- Lester Morgan adatlapja a National-Football-Teams.com oldalon (angolul)

- Lester Morgan (angol nyelven). FootballDatabase.eu
- Lester Morgan (német nyelven). kicker.de
- Lester Morgan adatlapja a worldfootball.net oldalon (angolul)